# Universitat de San Francisco

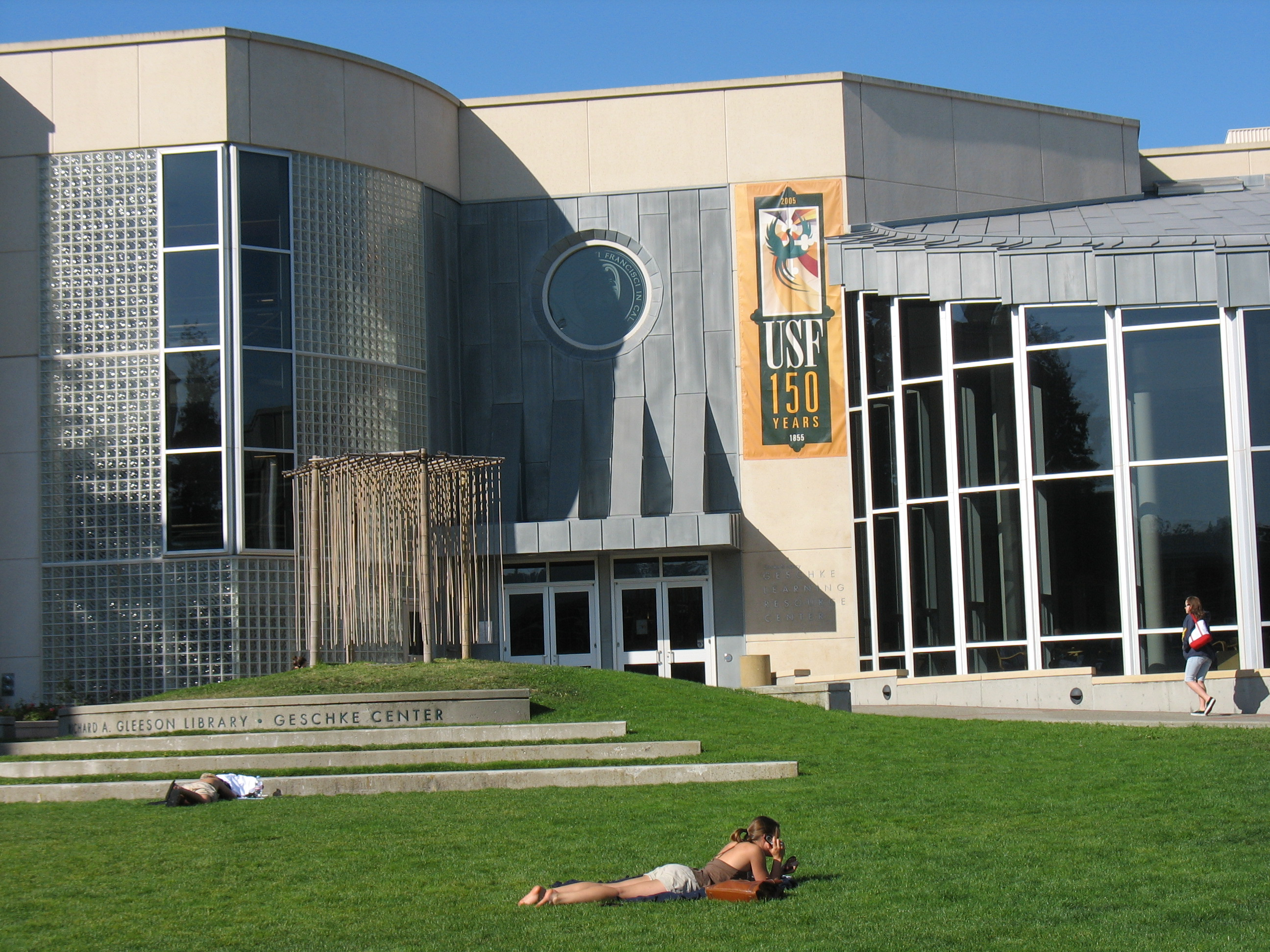
Edifici de la Biblioteca Gleeson i del centre de recursos d'aprenentatge Geschke.

La Universitat de San Francisco (University of San Francisco en anglès i oficialment) és una universitat privada, catòlica, de la Companyia de Jesús, situada en San Francisco (Califòrnia), Estats Units d'Amèrica. Forma part de l'Associació d'Universitats Jesuïtes (AJCU), en la qual s'integren les 28 universitats que la Companyia de Jesús dirigeix als Estats Units. La universitat és considerada com unes de les millors universitats en l'estat de Califòrnia.

## Història
Va ser fundada com a Acadèmia San Ignacio pels Jesuïtes italians Joseph Bixio i Michael Accolti en 1855, al carrer Market, al centre de San Francisco, canviant el seu nom a Saint Ignatius College en 1859. En 1927 es va traslladar a la seva ubicació actual, i en 1930 va canviar el seu nom a l'actual.

## Esports
USF competeix en la Divisió I de la NCAA, en la West Coast Conference. Destaquen els seus equips de bàsquet i futbol.